# Australaphodius catulus
Australaphodius catulus är en skalbaggsart som beskrevs av Vladimir Balthasar 1946. Australaphodius catulus ingår i släktet Australaphodius och familjen Aphodiidae. Inga underarter finns listade.